# Sa (Dozón)
Sa o Saa (llamada oficialmente Santiago de Saa), es una parroquia española y un lugar situado en el municipio de Dozón, en la provincia de Pontevedra, Galicia.

## Otra denominación
La parroquia también se denomina Santiago P. de Saa.

## Entidades de población
Entidades de población que forman parte de la parroquia:
- Amedo
- As Penas
- Lama (A Lama)
- Moy (Moi)
- Parte (A Parte)
- Saa

## Demografía
| Gráfica de evolución demográfica de Sa (parroquia) entre 2000 y 2020 |
|                                                                      |
| Datos según el nomenclátor publicado por el INE.                     |

| Gráfica de evolución demográfica de Saa (lugar) entre 2000 y 2020 |
|                                                                   |
| Datos según el nomenclátor publicado por el INE.                  |